# Gunniopsis
Gunniopsis es un género con 15 especies de plantas suculentas perteneciente a la familia Aizoaceae.

## Taxonomía
Gunniopsis fue descrito por Pax in Heinrich Gustav Adolf Engler & Prantl, y publicado en Nat. Pflanzenfam. 3(lb): 44 (1889). La especie tipo es: Gunniopsis quadrifida (F.Muell.) Pax (Sesuvium quadrifidum F.Muell.)
Etimología
Gunniopsis: nombre genérico otorgado en honor del botánico australiano Ronald Campbell Gunn (1808–1881).

## Especies
- Gunniopsis calcarea Chinnock
- Gunniopsis calva Chinnock
- Gunniopsis divisa Chinnock
- Gunniopsis glabra (Ewart) C.A.Gardner
- Gunniopsis intermedia Diels
- Gunniopsis kochii (R.Wagner) Chinnock
- Gunniopsis papillata Chinnock
- Gunniopsis propinqua Chinnock
- Gunniopsis quadrifida (F.Muell.) Pax
- Gunniopsis rodwayi (Ewart) C.A.Gardner
- Gunniopsis rubra Chinnock
- Gunniopsis septifraga (F.Muell.) Chinnock
- Gunniopsis tenuifolia Chinnock
- Gunniopsis zygophylloides (F.Muell.) Diels